# BMW Sauber F1.08
BMW Sauber F1.08 — гоночный автомобиль, разработанный и построенный командой BMW Sauber для участия в чемпионате мира по автогонкам в классе Формула-1.

## История
Презентация машины состоялась 14 января 2008 года в Мюнхене.

Новинку журналистам представляли:
- Марио Тайссен;
- Вилли Рампф;
- Ник Хайдфельд;
- Роберт Кубица.

## Спонсоры

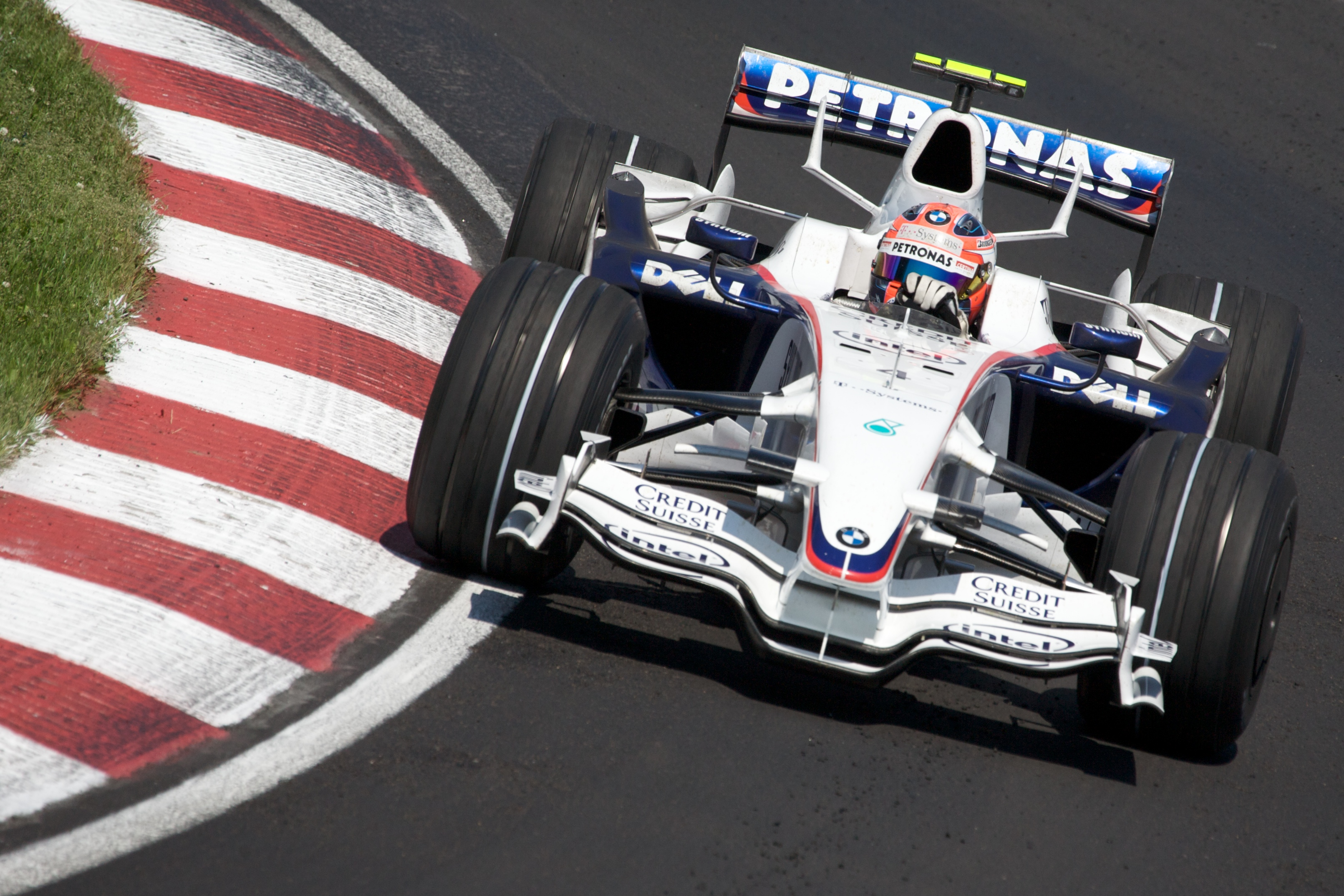
F1.08 — первое шасси BMW Sauber, выигравшее гонку, Роберт Кубица, Гран-при Канады`08.

| - T-Systems - Cadence Design Systems - Petronas | - Credit Suisse - Intel - Dell |

## Результаты выступлений в Формуле-1
| Легенда к таблице |                                                                    |
| --- | ------------------------------------------------------------------ |
| В таблице перечислены результаты всех Гран-при Формулы-1, в которых использовался автомобиль. Строками таблицы являются сезоны, столбцами — этапы чемпионата мира. В каждой клетке указаны сокращённое название этапа и результат, дополнительно обозначенный цветом. Расшифровка обозначений и цветов представлена в нижеследующей таблице. |                                                                    |
| \| Пример \| Описание \| \| ------------ \| ------------------------------------------------------------------ \| \| 1 \| Победитель \| \| 2 \| Второе место \| \| 3 \| Третье место \| \| 5 \| Финишировал, заработав очки \| \| Сход \| Не финишировал, но при этом заработал очки \| \| 12 \| Финишировал, не получив очков \| \| НКЛ \| Финишировал, но не попал в финальную классификацию \| \| 15 \| Участвовал вне зачёта, либо по отдельной классификации \| \| 18 \| Не финишировал, но попал в финальную классификацию \| \| Сход \| Не финишировал \| \| НКВ \| Не прошёл квалификацию \| \| НПКВ \| Не прошёл предквалификацию \| \| ДСК \| Дисквалифицирован \| \| ИСК \| Исключён из протокола соревнований \| \| ТТ \| Заявлен для участия только в тренировках \| \| НС \| Участвовал в квалификации, но не стартовал в гонке \| \| Т \| Травмирован или болен \| \| ОТК \| Отказ от участия \| \| НТР \| Прибыл на соревнования, но на трассу не выезжал \| \| НПР \| Был заявлен в числе участников, но не прибыл к началу соревнований \| \| О \| Соревнования отменены \| \| \| Не участвовал \| \| Поул-позиция \| \| \| Быстрый круг \| \| |                                                                    |
| Пример | Описание                                                           |
| 1 | Победитель                                                         |
| 2 | Второе место                                                       |
| 3 | Третье место                                                       |
| 5 | Финишировал, заработав очки                                        |
| Сход | Не финишировал, но при этом заработал очки                         |
| 12 | Финишировал, не получив очков                                      |
| НКЛ | Финишировал, но не попал в финальную классификацию                 |
| 15 | Участвовал вне зачёта, либо по отдельной классификации             |
| 18 | Не финишировал, но попал в финальную классификацию                 |
| Сход | Не финишировал                                                     |
| НКВ | Не прошёл квалификацию                                             |
| НПКВ | Не прошёл предквалификацию                                         |
| ДСК | Дисквалифицирован                                                  |
| ИСК | Исключён из протокола соревнований                                 |
| ТТ | Заявлен для участия только в тренировках                           |
| НС | Участвовал в квалификации, но не стартовал в гонке                 |
| Т | Травмирован или болен                                              |
| ОТК | Отказ от участия                                                   |
| НТР | Прибыл на соревнования, но на трассу не выезжал                    |
| НПР | Был заявлен в числе участников, но не прибыл к началу соревнований |
| О | Соревнования отменены                                              |
| | Не участвовал                                                      |
| Поул-позиция |                                                                    |
| Быстрый круг |                                                                    |

| Год  | Команда    | Мотор  | Шины | Пилоты        | 1    | 2   | 3   | 4   | 5   | 6   | 7   | 8   | 9    | 10  | 11  | 12  | 13  | 14  | 15  | 16  | 17  | 18  | КК | Очки |
| ---- | ---------- | ------ | ---- | ------------- | ---- | --- | --- | --- | --- | --- | --- | --- | ---- | --- | --- | --- | --- | --- | --- | --- | --- | --- | -- | ---- |
| 2008 | BMW Sauber | BMW V8 | B    |               | АВС  | МАЛ | БАХ | ИСП | ТУР | МОН | КАН | ФРА | ВЕЛ  | ГЕР | ВЕН | ЕВР | БЕЛ | ИТА | СИН | ЯПО | КИТ | БРА | 3  | 135  |
| 2008 | BMW Sauber | BMW V8 | B    | Ник Хайдфельд | 2    | 6   | 4   | 9   | 5   | 14  | 2   | 13  | 2    | 4   | 10  | 9   | 2   | 5   | 6   | 9   | 5   | 10  | 3  | 135  |
| 2008 | BMW Sauber | BMW V8 | B    | Роберт Кубица | Сход | 2   | 3   | 4   | 4   | 2   | 1   | 5   | Сход | 7   | 8   | 3   | 6   | 3   | 11  | 2   | 6   | 11  | 3  | 135  |